# Cadjehoun nemzetközi repülőtér
A Cadjehoun nemzetközi repülőtér (Cotonou Cadjehoun Airport) (IATA: COO, ICAO: DBBB) a nyugat-afrikai Benin legnagyobb városának, egyben gazdasági fővárosának Cotonou-nak a repülőtere. A városközponttól nagyjából 6 km-re fekszik. Éves utasforgalma 199 453 fő (2020).

## Légitársaságok és célállomások
- Afriqiyah Airways (Douala, Tripoli)
- Air Burkina (Accra, Lomé, Ouagadougou)
- Air France (Párizs-Charles de Gaulle repülőtér)
- Air Ivoire (Abidjan, Brazzaville, Lomé, Douala, Libreville)
- Air Senegal International (Abidjan, Dakar)
- Aero Benin (Abidjan, Bamako, Bangui, Brazzaville, Conakry, Dakar, Douala, Kinshasa, Libreville, Lomé, Malabo, Pointe-Noire)
- Cameroon Airlines (Douala, Lagos)
- Compagnie Aerienne du Mali (Bamako, Brazzaville, Ouagadougou)
- GETRA (Malabo)
- Kenya Airways (Abidjan, Nairobi)
- Interair South Africa (Bamako, Brazzaville, Libreville, Ouagadougou, Johannesburg)
- Royal Air Maroc (Casablanca, Lomé)
- Toumai Air Tchad (Bangui, Douala, N’Djamena)
- Trans Air Congo (Brazzaville, Pointe-Noire)
- Turkish Airlines (Isztambul)

## Forgalom
Az utasforgalom az elmúlt években az alábbi módon változott:
| Utasok száma | 401 073 | 394 444 | 391 318 | 406 491 | 432 500 | 481 389 | 470 068 | 503 633 | 471 288 | 199 453 |
|              | 2007    | 2008    | 2009    | 2010    | 2011    | 2012    | 2013    | 2014    | 2019    | 2020    |

## Balesetek
- 2003. december 25-én a giuneai UTA (Union des Traspsorts Aériens de Guinée) légitársaság 141-es járata a Benini-öbölbe zuhant, a fedélzeten utazó 163, jobbára libanoni utas közül 151-en vesztették életüket.[2]